# Limenka
Limenke ili konzerve hermetički su zatvorene posude koje služe za skladištenje, čuvanje i prenošenje robe. Pravi se od tankoga lima i zahtijeva sječenje ili rezanje lima kako bi se otvorila. Limenke ili konzerve mogu biti različitoga sadržaja, ali u najvećem broju slučajeva koriste se za čuvanje i održavanje hrane procesom konzervacije.
Moderna limenka predstavlja razradu starog pronalaska Francuza Nicolasa Apperta s početka 19. stoljeća. Limenku je patentirao Englez Peter Durand 1810. godine. Zahvaljujući razvoju masovne industrijske proizvodnje limenka je krajem 19. stoljeća postala potrošački standard, pretežito u industrijaliziranim zemljama, ali općepoznata i u drugim krajevima svijeta. Otvarač za konzerve izumljen je tek 48 godina nakon postojanja konzervi.